# Тоні Людман
Тоні Людман (фін. Toni Lydman; 25 вересня 1977, м. Лахті, Фінляндія) — фінський хокеїст, захисник.  
Виступав за «Таппара» (Тампере), ГІФК (Гельсінкі), «Калгарі Флеймс», «Баффало Сейбрс», «Анагайм Дакс».
В чемпіонатах НХЛ — 847 матчів (36+206), у турнірах Кубка Стенлі — 55 матчів (3+8).
У складі національної збірної Фінляндії учасник зимових Олімпійських ігор 2006 і 2010 (14 матчів, 1+0), учасник чемпіонатів світу 1998, 1999, 2000, 2002 і 2003 (45 матчів, 4+3), учасник Кубка світу 2004 (6 матчів, 0+3). У складі молодіжної збірної Фінляндії учасник чемпіонату світу 1996 і 1997. У складі молодіжної збірної Фінляндії учасник чемпіонату Європи 1995.
Досягнення
- Срібний призер зимових Олімпійських ігор (2006), бронзовий призер (2010)
- Срібний призер чемпіонату світу (1998, 1999), бронзовий призер (2000)
- Фіналіст Кубка світу (2004)
- Срібний призер чемпіонату Фінляндії (1999)
- Переможець юніорського чемпіонату Європи (1995).